# Artur Hoffmann (Politiker, November 1902)
Artur Hoffmann (* 5. November 1902 in Berlin; † 5. Dezember 1975 ebenda) war ein deutscher Politiker (SPD).
Artur Hoffmann besuchte eine Volksschule und machte eine Lehre als Versicherungskaufmann. Er arbeitete als kaufmännischer Angestellter in Druckerei- und Verlagsbetrieben. 1920 trat er dem Zentralverband der Angestellten (ZdA), der SPD und dem Reichsbanner Schwarz-Rot-Gold bei. Von 1926 bis 1933 war Hoffmann Hauptkassierer der Buchorganisation „Der Bücherkreis“. Nach der „Machtergreifung“ der Nationalsozialisten wurde er 1933 festgenommen und wurde anschließend arbeitslos. Ab 1935 arbeitete er als Betriebswirt in verschiedenen Großbetrieben.
Nach dem Zweiten Weltkrieg war Hoffmann selbständig und ab 1952 Sachbearbeiter. Da Erfrid Heinecke als Bezirksstadtrat im Bezirk Schöneberg gewählt wurde, rückte Hoffmann im April 1956 in das Abgeordnetenhaus von Berlin nach. Bei der Wahl 1958 wurde er erneut in das Parlament gewählt, 1963 schied er aus dem Parlament aus.